# 王锡九 (道光进士)
王锡九（？—？），山西汾阳人，是一名清朝政治人物。同进士出身。
道光十三年（1833年），登癸巳科进士，道光十五年（1835年）接替张之杲任嘉定县知县一职，道光十七年（1837年）由杨遇恩接任。